# Lipenović
Lipenović (Servisch cyrillisch Липеновић) is een plaats in de Servische gemeente Krupanj. De plaats telt 603 inwoners (2002).